# Nieul-le-Dolent
 Nieul-le-Dolent  es una población y comuna francesa, en la región de Países del Loira, departamento de Vendée, en el distrito de Les Sables-d'Olonne y cantón de La Mothe-Achard.

## Demografía
| 1207 | 1278 | 1391 | 1601 | 1714 | 1855 |
| Para los censos de 1962 a 1999 la población legal corresponde a la población sin duplicidades (Fuente: INSEE [Consultar]) |      |      |      |      |      |